# Eois cellulata
Eois cellulata là một loài bướm đêm trong họ Geometridae.